# Sasson Somekh
Sasson Somekh (en hebreo: ששון סומך‎; en árabe: ساسون سوميخ‎; nacido en Bagdad, 1933-Tel Aviv, 18 de agosto de 2019) fue un académico, escritor y traductor israelí. 

## Carrera universitaria y premios
Fue profesor emérito de literatura árabe en la Universidad de Tel Aviv. Fue galardonado con el Premio Israel por su obra.

## Obras seleccionadas
- Baghdad, Yesterday : The Making of an Arab Jew. Jerusalén: Ibis Editions, 2007
- The Changing Rhythm: A Study of Najib Mahfuz's Novels. Leiden: Brill, 1973
- Genre and language in modern Arabic literature. Wiesbaden: O. Harrassowitz, 1991.